# Daniela Baumer
Daniela Baumer (* 8. September 1971 in Herblingen bei Schaffhausen) ist eine ehemalige Schweizer Kajakfahrerin.
Baumer betrieb seit ihrem 12. Lebensjahr Kanurennsport und ist mehrfache Schweizer Meisterin im Einerkajak (K1), Zweierkajak (K2) und Viererkajak (K4). Sie startete für den Kanuclub Schaffhausen. Bei den Olympischen Spielen 1996 in Atlanta erreichte sie im 500-m-Viererkajak zusammen mit Ingrid Haralamoff, Gabi Müller und Sabine Eichenberger für die Schweiz die Silbermedaille hinter Deutschland und vor Schweden.
Baumer trat 1998 vom Leistungssport zurück, um sich in ihrem Beruf als Lehrerin in Schaffhausen und Schleitheim zu betätigen. Heute ist sie mit Daniel Tenger verheiratet, hat drei Kinder und betreibt in Schleitheim zusammen mit ihrem Ehemann einen grossen Milch- und Mastbetrieb, den Hof «Im Frühling».